# 2014 AA
2014 AA è un meteoroide (un piccolo asteroide) che il 2 gennaio 2014 ha impattato la Terra presumibilmente nell'oceano Atlantico centrale. Dopo 2008 TC3, è il secondo corpo celeste di cui si è potuto predire l'impatto con la Terra.

## Cronaca dell'impatto

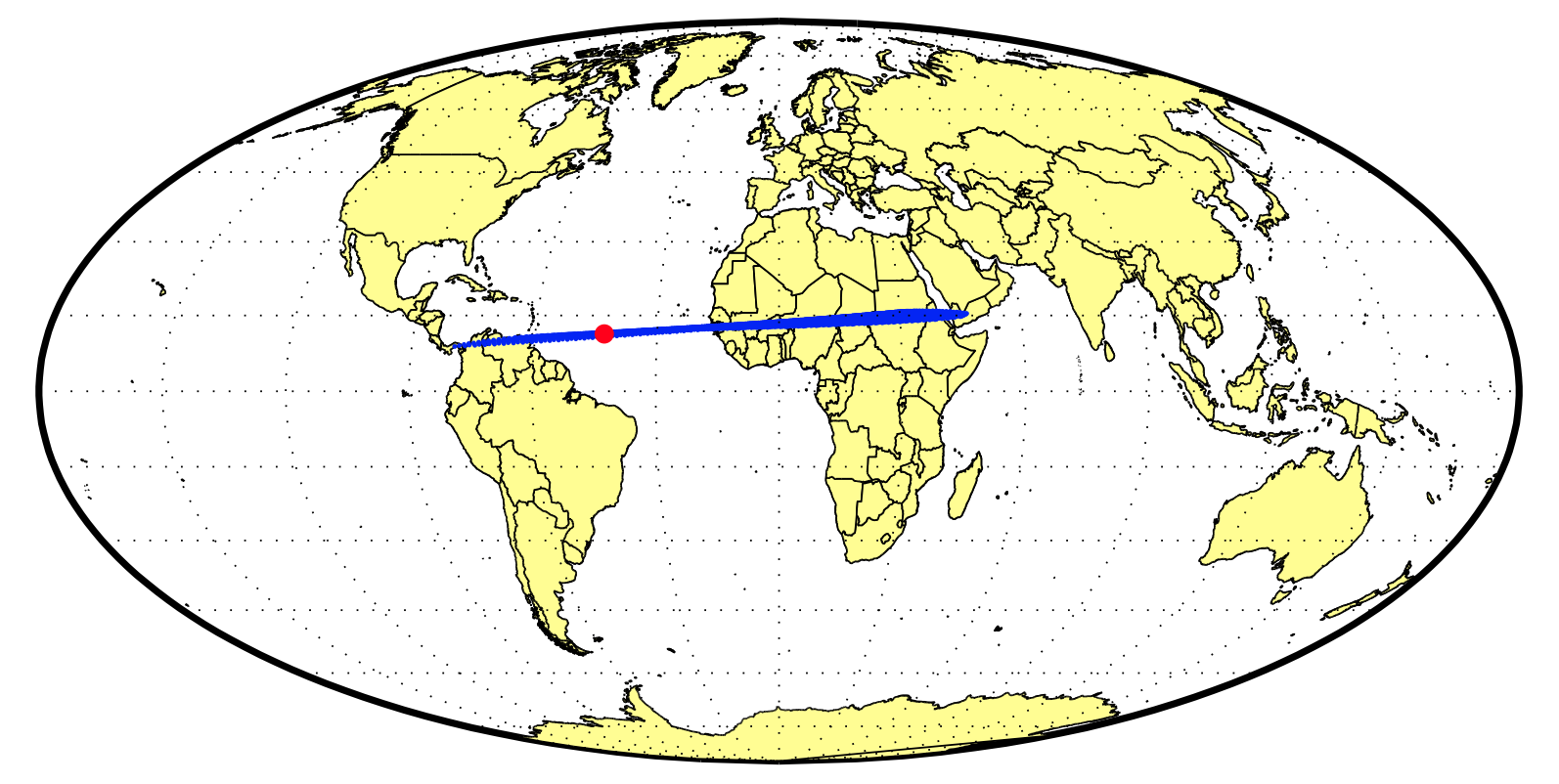
La probabile area d'impatto di 2014 AA.

Con la disponibilità di soli 70 minuti di osservazione all'atto della scoperta, il JPL poté unicamente indicare come area d'impatto una striscia che si estendeva da Panama allo Yemen con il massimo di probabilità in oceano Atlantico e stimare l'orario d'impatto alle 02:33 UTC ± 1 h 5 minuti del 2 gennaio. Il Minor Planet Center indicò come orario d'impatto le 05:00 UTC ± 10 ore del 2 gennaio.
Tre stazioni dell'Organizzazione del Trattato di bando complessivo dei test nucleari hanno rilevato un infrasuono, associabile all'impatto con l'atmosfera di 2014 AA, avvenuto alle 04:02 UTC a circa 3.000 km da Caracas in pieno oceano Atlantico. Non esistono testimonianze visive dell'impatto.